# 元馗
元馗（482年—528年5月17日），字道明，河南郡洛阳县（今河南省洛阳市东）人，魏道武帝拓跋珪玄孙，都督雍秦梁益四州诸军事、征南大将军、开府、雍州刺史、武昌简王拓跋平原第五子，北魏宗室、官员。

## 生平
元馗虚岁十七岁时以太尉府咸阳王元禧参军事为起家官，又出任宣威将军、给事中，元馗不喜欢接触俗世的东西，不愿担任滥竽充数的职务，于是上表请求辞职回归田园，魏孝文帝元宏没有答应他的请求，派元馗改任镇远将军、司徒掾，又授任冠军将军、太仆少卿。正光末年，元馗出任右将军、东秦州刺史，又转任安西将军、北华州刺史、北华州都督，政绩声誉十分显著，魏孝明帝元诩非常赞赏元馗。建义元年四月庚子（528年5月17日），元馗在河阴之变中遇害，虚岁四十七，魏孝庄帝元子攸诏令赠予使持节、征东将军、青州刺史，永安二年岁次己酉三月壬子朔九日庚申（529年4月2日），元馗下葬，其墓志首题“魏故使持节征东将军青州刺史元君墓志”，拓片藏于北京图书馆。

## 家庭

### 兄弟
- 元和，北魏辅国将军、东郡太守、武昌王
- 元鉴，北魏征虏将军、徐州刺史、武昌悼王
- 元荣，北魏羽林监
- 元亮，北魏威远将军、羽林监

### 子女
- 元礼宗[3]